# Комитет «Остановим войну»
Комитет «Остановим войну» (англ. Stop the War Committee) — британская антивоенная организация, выступавшая против Второй англо-бурской войны. Она была образована Уильямом Томасом Стедом в 1899 году. Её президентом был Джон Клиффорд, а видными членами были Дэвид Ллойд Джордж и Джеймс Кейр Харди. Организация обычно рассматривается как пробурская.
На фоне политической агитации за хаки выборы в 1900 году Комитет «Остановим войну» распространил миллионы плакатов, карикатур и листовок, раздавая их пассажирам поездов.
Резолюции комитета были религиозно вдохновленными и утопическими по своему подходу. Комитет объединил различных нонконформистов, которые придерживались различных взглядов в отношении социализма. Однако из-за высокого морального тона выступлений организация не смогла добиться поддержки со стороны рабочего класса и вызвала более сильный антагонизм, чем более рациональный подход Примирительного комитета Южной Африки.